# 서수길
서수길(1967년 3월 9일 ~ )은 대한민국의 기업인이다. 2005년 액토즈소프트, 2007년 위메이드 엔터테인먼트 대표를 거쳐 아프리카TV의 대표이사를 역임했다. 이후 아프리카TV에서 사명이 변경된 SOOP의 CBO(Chief BJ Officer)를 맡았고, 2024년 12월 9일 다시 SOOP의 대표이사로 복귀했다. 

## 학력
- 환일고등학교 (졸업)
- 서울대학교 공과대학 (항공우주공학 / 학사)
- 펜실베이니아대학교 와튼스쿨 (경영학 / 석사)

## 논란
2016년 4월 29일에 있었던 아프리카TV 단합대회 때 서수길이 PD수첩을 향해 욕설을 내뱉은 동영상이 인터넷으로 생중계 되면서 논란이 되었다. 앞서 4월 12일에 PD수첩에서 아프리카TV의 문제점에 대해 보도한바 있었다. 이 욕설 파문으로 PD수첩 측은 법적대응을 검토하고 있다고 밝혔다.